# DVD-Audio

DVD Audios logotyp

DVD-Audio är en anpassad form av informationslagring på en optisk skiva av DVD-typ, lanserat år 2000. Runt 2007 beskrevs formatet som utdött. Formatets konkurrent kallas Super Audio CD.

### Fotnoter
1. ↑  ”DVD-Audio (2000 – )” (på engelska). Museum of Obsolete Media. 11 mars 2000. http://www.obsoletemedia.org/dvd-audio/. Läst 23 juli 2015.
2. ↑  Jack Schofield (2 augusti 2007). ”No taste for high-quality audio” (på engelska). Newscenter.philips.com. http://www.newscenter.philips.com/main/standard/about/news/press/archive/2002/article-2217.wpd. Läst 23 juli 2015.